# 山口弘豊
山口 弘豊（やまぐち ひろとよ）は、常陸牛久藩の第4代藩主。官位は従五位下、伊豆守、但馬守、周防守。

## 経歴
第3代藩主・重貞には長男が早世した後に男児がなかったため、弟の重治を養嗣子にしていた。しかし、重治は後継者にふさわしくないとして廃嫡され、代わりにその子である弘豊が養子となり、元禄11年（1698年）の重貞の死去により跡を継いだ。享保10年（1725年）には牛久沼干拓工事などで手腕を見せた。また、藩主時代が33年の長きにわたったため、藩政が安定化した時代でもあった。享保16年（1731年）8月27日、病を理由に家督を養嗣子の弘長に譲って隠退し、宝暦5年（1755年）11月23日に死去した。享年72。法号は真竜定淵弘豊院。

## 系譜
父母
- 山口重治（実父）
- 谷氏 ー 側室（実母）
- 山口重貞（養父）

正室、継室
- 松平直堅の娘（正室）
- 戸田光正の娘（継室）

側室
- 近藤氏
- 水上氏

子女
- 山口豊隆（長男）生母は正室
- 山口弘倉（四男）
- 山口弘道（五男）
- 山口弘長正室
- 諏訪頼一正室
- 諏訪頼一継室
- 柴田康哉室
- 服部保命室
- 織田秀行正室

養子
- 山口弘長 ー 渡辺基綱の三男